# Nata (Botswana)
Nata è un villaggio del Botswana situato nel distretto Centrale, sottodistretto di Tutume. Il villaggio sorge sulle sponde dell'omonimo fiume. Secondo il censimento del 2011, conta 6 714 abitanti.

## Località
Nel territorio del villaggio sono presenti le seguenti 36 località:
- Boiphitlho di 10 abitanti,
- Buku di 19 806 930 abitanti,
- Chezengezi di 3 abitanti,
- Didibakwe di 67 abitanti,
- Gaitshotsho,
- Gamtshaa di 777 abitanti,
- Gorootshane di 3 abitanti,
- Jimakando di 46 abitanti,
- Kgorwane di 46 abitanti,
- Kukama Hunting Safari Camp,
- Kwagatshaa di 9 abitanti,
- Lebate di 56 abitanti,
- Lesana,
- Lesotho di 11 abitanti,
- Majerengwa di 59 abitanti,
- Makaka,
- Makalamabedi di 21 abitanti,
- Manganagoree di 3 abitanti,
- Manjerankwe di 6 abitanti,
- Marobalakgomo,
- Marukuru,
- Matare,
- Mmadinoga di 69 abitanti,
- Ngabejinah,
- Palamaokue di 4 abitanti,
- Sematlaphiri di 171 abitanti,
- Semonwane di 129 abitanti,
- Sexa di 35 abitanti,
- Shakwe,
- Thulatsholo,
- Tsatsomtshaa di 31 abitanti,
- Tsiyanyoka,
- Vet Gate Camp di 17 abitanti,
- Xhongwane di 140 abitanti,
- Xwarikatso,
- Xwirikatso di 56 abitanti